# Шёлковый луциан
Шёлковый луциан, или желтоглазый луциан (лат. Lutjanus  cyanopterus), — вид лучепёрых рыб из семейства луциановых. Распространены в западной части Атлантического океана. Максимальная длина тела 83 см. Ценная промысловая рыба.

## Описание
Тело веретенообразное, умеренно высокое. Рыло немного заострённое. Верхний профиль головы почти прямой, очень плавно снижается к окончанию рыла. Слабо развиты предглазничные выемка и выпуклость. Зубы на сошнике расположены в форме якоря или ромба, со срединным выступом. Есть зубы на нёбной кости. На первой жаберной дуге 22—25 жаберных тычинок, из них 6—9 тычинок на верхней части и 16—17 на нижней части (включая рудиментарные). В спинном плавнике 10 (редко 11) жёстких и 13—14 мягких лучей. В анальном плавнике 3 жёстких и 8 мягких лучей. У особей длиной более 7 см задний край анального плавника заострённый. Грудные плавники длинные, с 16—18 мягкими лучами, их окончания доходят до анального отверстия. Хвостовой плавник с небольшой выемкой. Над боковой линей ряды чешуй косо поднимаются к спинной поверхности. Мембраны мягкой части спинного плавника и анального плавника покрыты чешуёй. Нет чешуи на верхней челюсти.
Спина и верхняя часть тела розовая или красная, нижняя часть тела и брюхо розоватые с серебристым оттенком. По бокам тела проходят очень тонкие волнистые линии жёлтого цвета. Плавники красноватые или бледно-жёлтые. Задний край хвостового плавника иногда тёмно-красный. Радужная оболочка ярко-жёлтая. У особей длиной менее 20—25 см на спине под передней частью мягкой части спинного плавника расположено тёмное пятно.
Максимальная длина тела 83 см, обычно до 45 см; максимальная масса тела 8,3 кг.

## Ареал
Распространены в западной части Атлантического океана от Северной Каролины до юго-восточного прибрежья Бразилии, включая Бермудские острова, Мексиканский залив и Карибское море. Наиболее многочисленны у Антильских и Багамских островов.